# 塞尔塞达
塞尔塞达（西班牙語：Cerceda）是西班牙加利西亚自治区拉科鲁尼亚省的一个市镇，下辖6个堂区。

## 图集

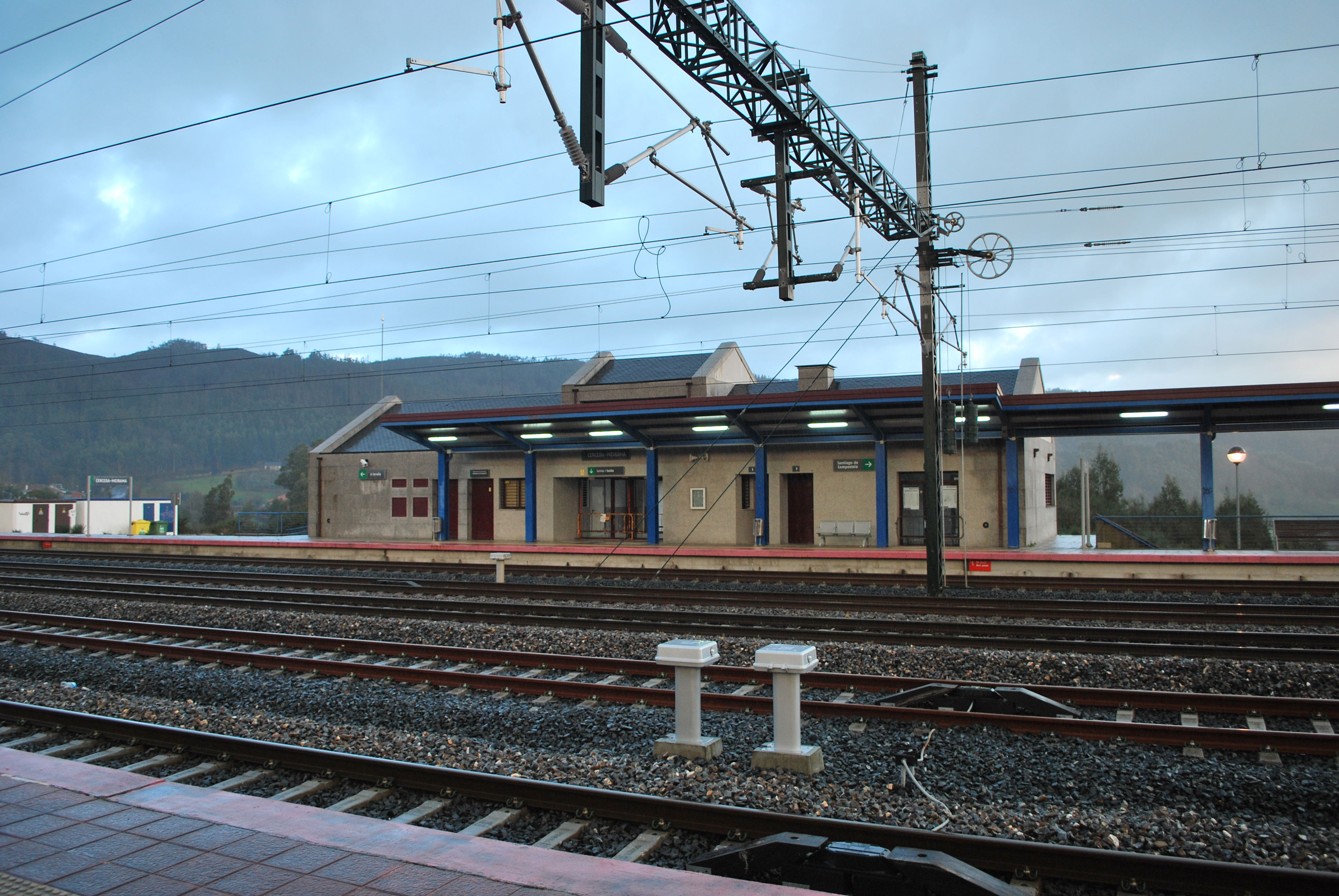
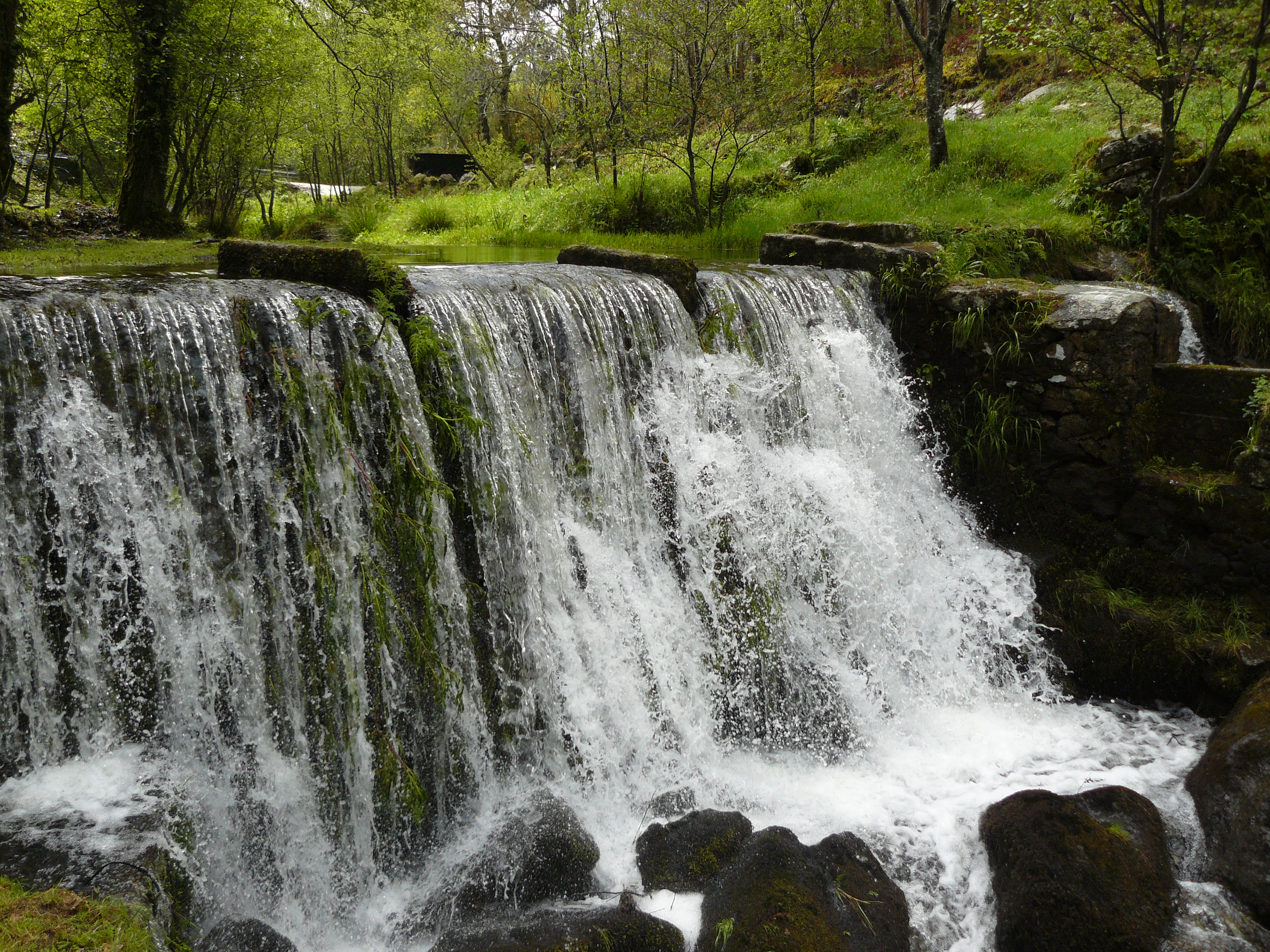
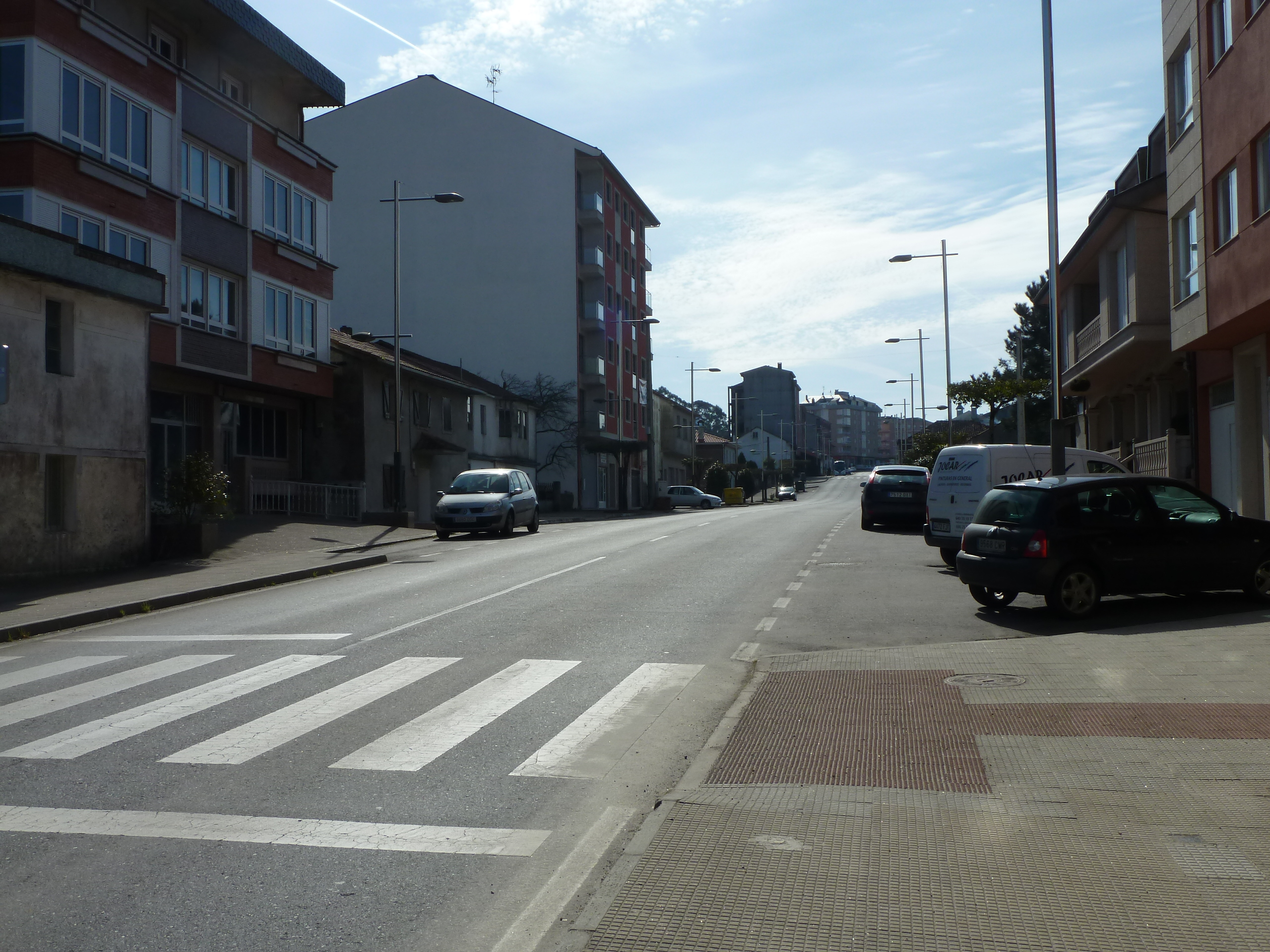
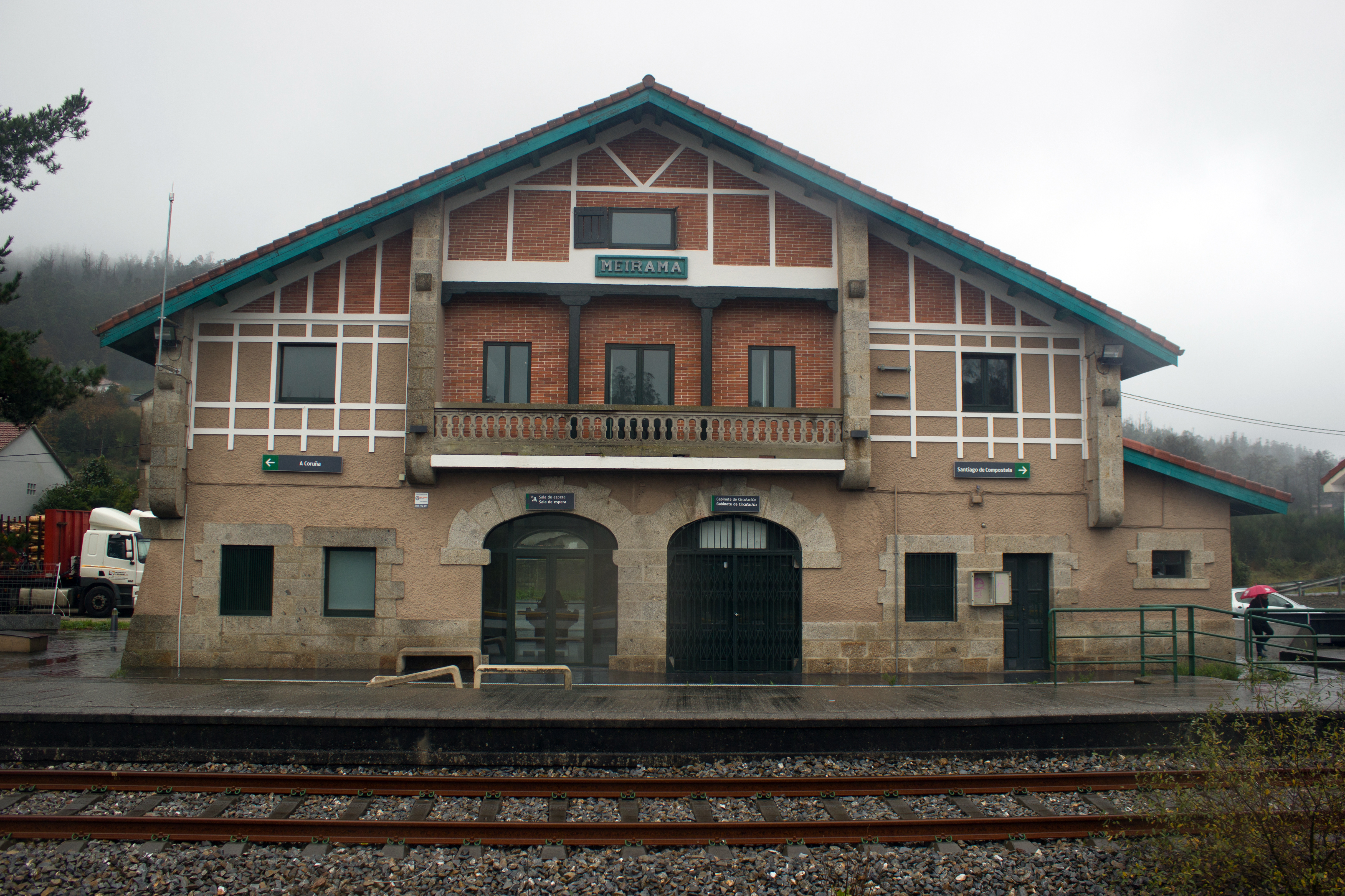

## 人口
| 塞尔塞达               |
|                        |
| 来源：西班牙国家统计局 |